# Herren von Eselsberg

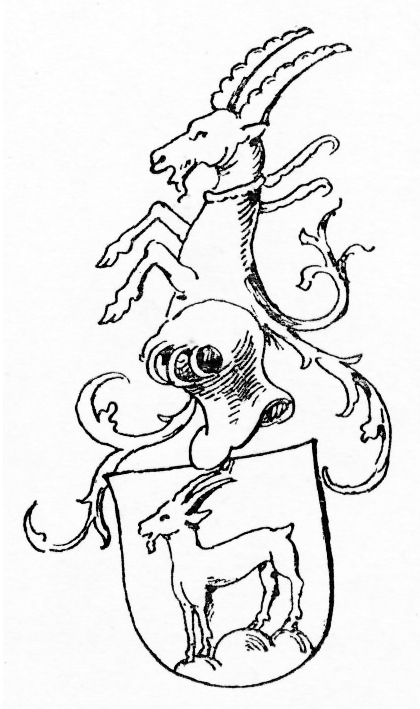
Nach Keller vermutlich das Wappen der Eselsberger

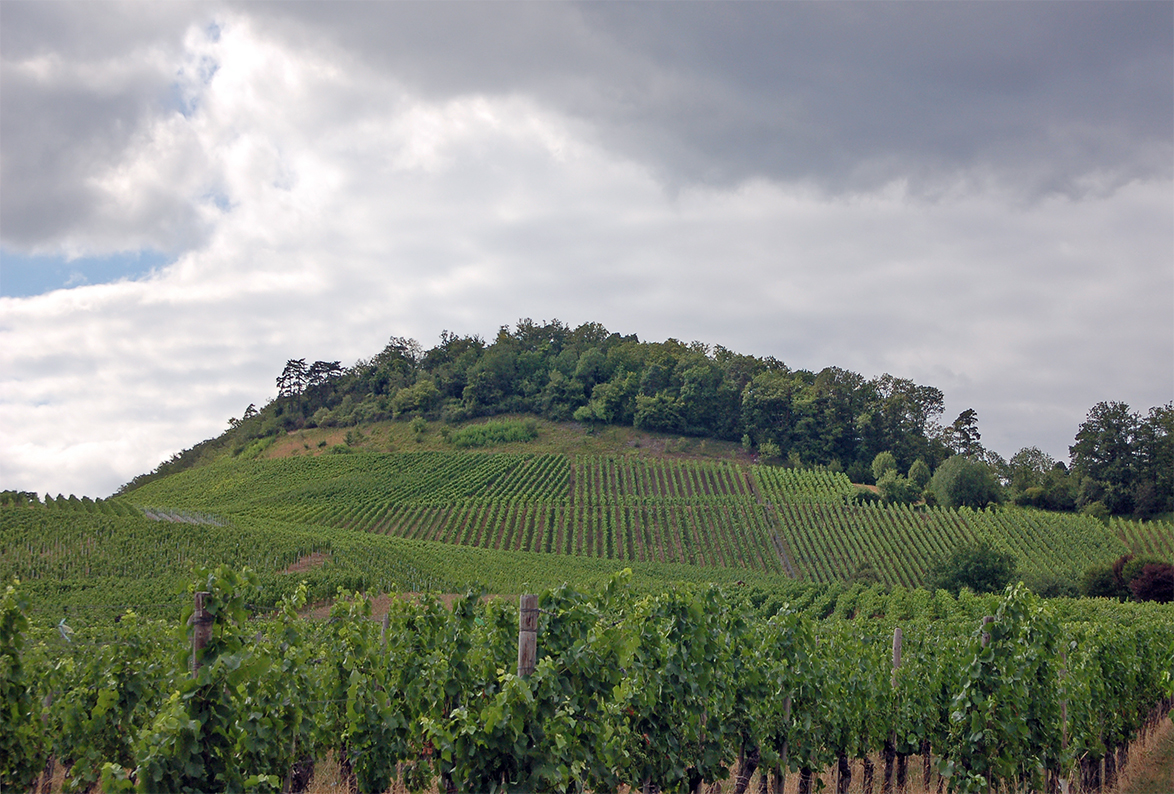
Eselsberg über Ensingen

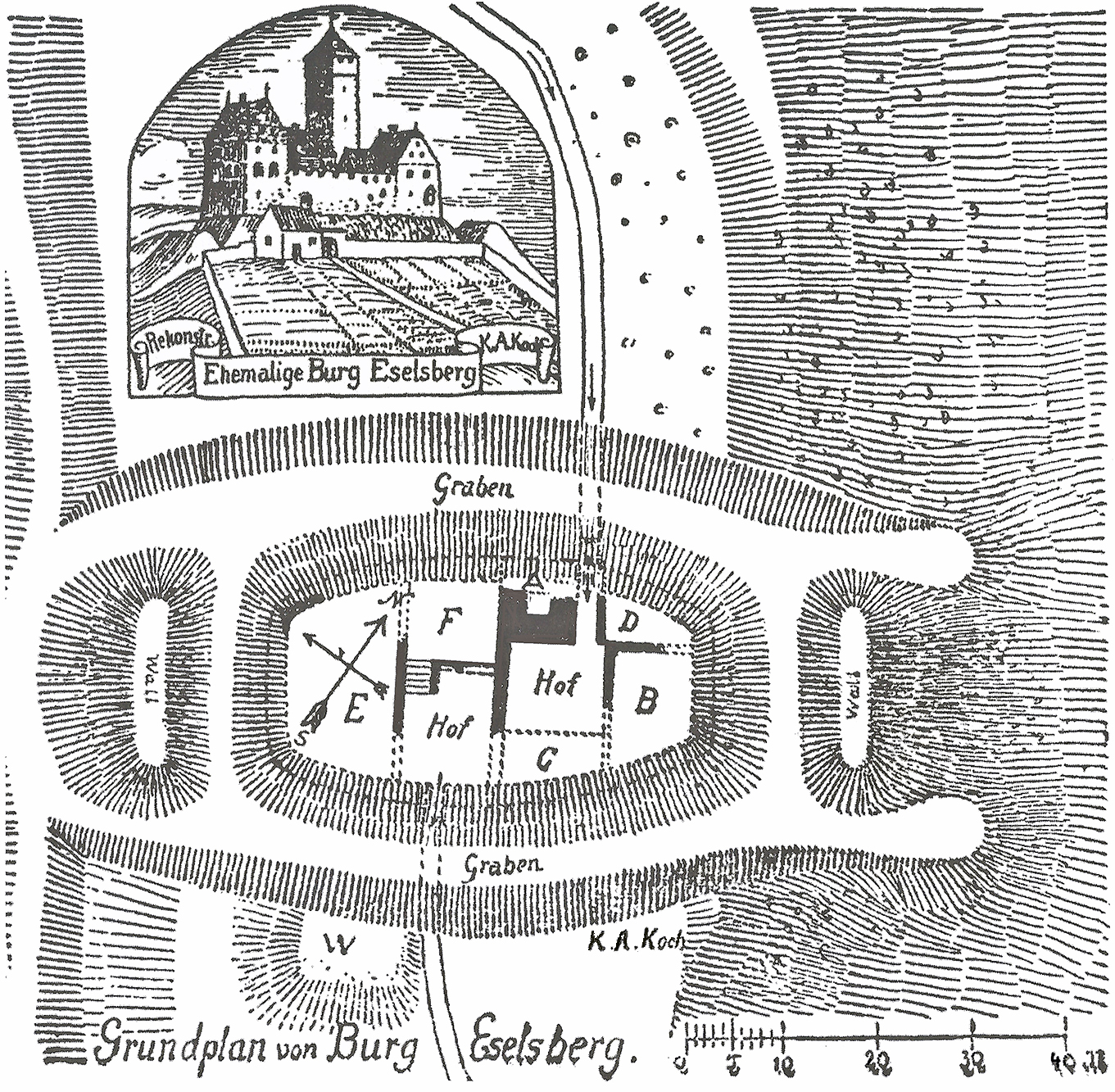
Rekonstruktionsversuch der Burg Eselsberg (1925)

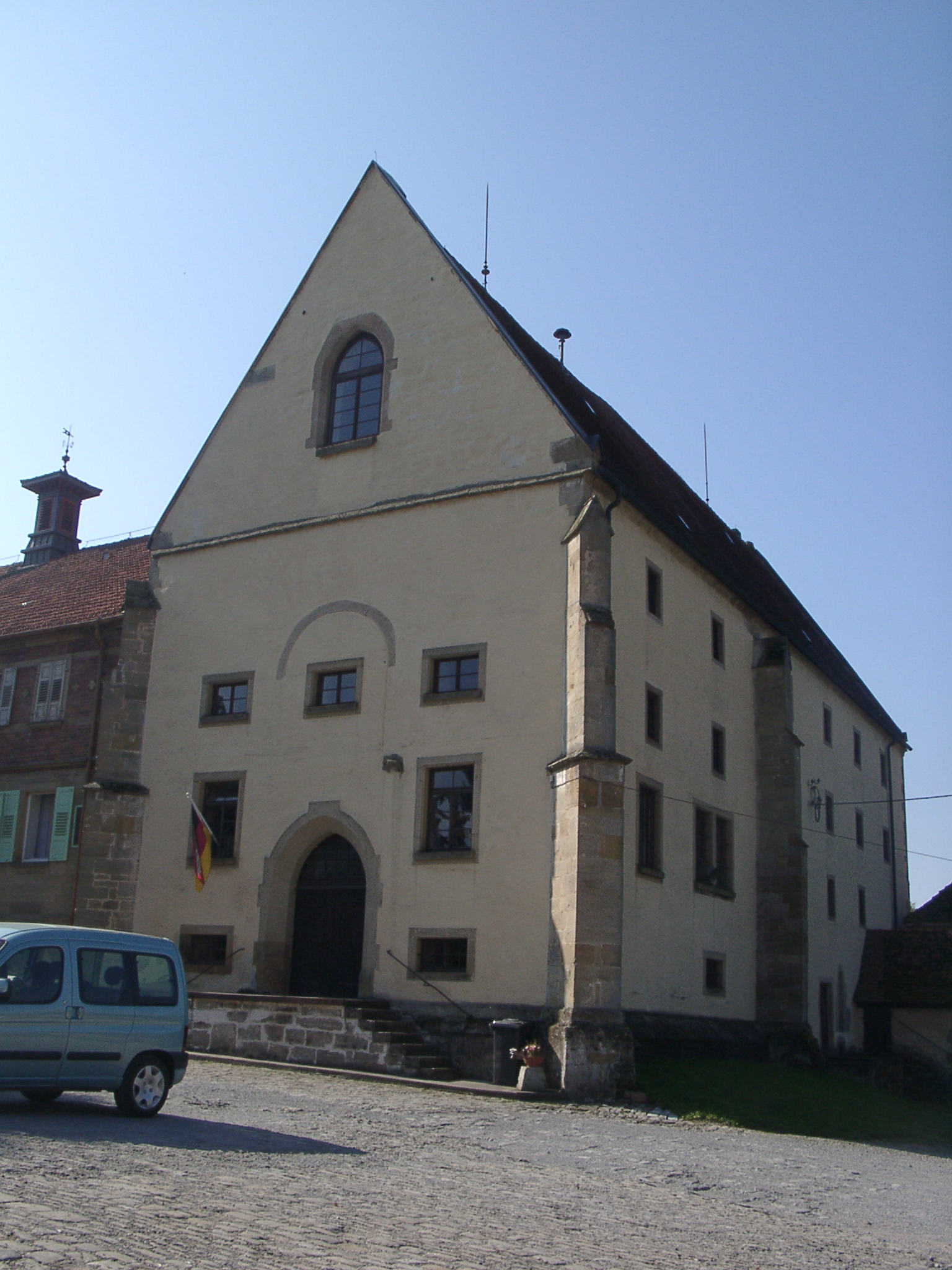
Umgebaute Kirche von Kloster Rechentshofen

Die Herren von Eselsberg waren schwäbische Edelfreie, die unter diesem Namen, den sie nach dem Erwerb der Burg Eselsberg über Ensingen angenommen hatten, nur wenige Generationen firmierten und Mitte des 13. Jahrhunderts ausstarben. Ihr Besitz am Südrand des Strombergs kam über eine Erbtochter an die Grafen von Vaihingen. Deren letzte Vertreterin benannte sich ab 1364 wiederum nach Eselsberg.

## Herkunft

### Verwechslungsgefahr
Die edelfreien Herren von Eselsberg hatten ihren namensgebenden Sitz auf dem Eselsberg bei Ensingen und Horrheim, seit den 1970er Jahren Stadtteile von Vaihingen an der Enz im Landkreis Ludwigsburg. Ihre spätere Burg Eselsberg wurde 1188 erstmals als Staufergut in einer zu Seligenstadt getroffenen Eheabsprache zwischen Kaiser Friedrich I. und König Alfons VIII. von Kastilien zusammen mit Güglingen und anderen Orten als Heiratsgut erwähnt. Da Burg Eselsberg neuerdings meist Eselsburg genannt wird, hat sich im Schlepptau dieser Verkürzung eine Umbenennung der Herren von Eselsberg in Herren von Eselsburg breit gemacht. Diese Namensform ist jedoch mit keiner Urkunde belegbar und insofern problematisch, dass sie zur Verwechslung mit dem tatsächlich so bezeichneten oberschwäbischen Ministerialengeschlecht führen kann, das seinen Sitz auf der Eselsburg bei Herbrechtingen im Eselsburger Tal hatte.

### Ersterwähnung und Abstammung
Wie die 1188 als Heiratsgut vorgesehene Burg und vermutlich auch umliegender Besitz an die Herren von Eselsberg kam, ist nicht dokumentiert. 1194 war sie jedenfalls bereits in ihren Händen, da sich die offenbar staufernahen und hier erst- und letztmals erwähnten Brüder Werner und Heinrich in einer Urkunde von König Heinrich VI. bereits von „Eselesberc“ nannten. Sie wurden direkt hinter Bertold von Kräheneck als Zeugen aufgeführt, was als zusätzliches Indiz zur Klärung ihrer Herkunft gilt. Zuvor sollen sich die Eselsberger laut Werner Palmbach „von Owenbühl“ nach dem Auenbühl bei Rechentshofen genannt haben und wie die Herren von Weißenstein aus dem Haus Kräheneck hervorgegangen sein. Möglicherweise stammten sie vom 1037 genannten Grafen Hugo, comes de Creginecka (Kräheneck), sicherer vom 1148 genannten Belremus de Creinhegge (Belrein von Kräheneck) ab. Wie die Krähenecker, die den seltenen Leitnamen Belrein über Generationen weitergaben, vergab ihn auch ihre potenzielle Seitenlinie in der kommenden Generation an Belrein von Eselsberg. Von welchem der vorgenannten Brüder Werner und Heinrich dieser Belrein abstammt, ist allerdings nicht bekannt.
Unzweifelhaft ist laut Adelbert von Keller eine Verwandtschaft mit den Herren von Lomersheim, die urkundlich als Verwandte belegt sind und ihren Herrschaftsschwerpunkt südlich und westlich von den Eselsbergern hatten.

## Belrein von Eselsberg
Über Belrein von Eselsberg lässt sich weit mehr als über seine Vorfahren in Erfahrung bringen. Er taucht von 1232 bis 1252 regelmäßig in Urkunden auf, die unter anderem seine Stellung als Edelfreier belegen, und sticht durch eine Klosterstiftung heraus. Kloster Rechentshofen und die Burg Eselsberg gelangten über seine Alleinerbin Agnes an die Grafen von Vaihingen, die schließlich das Kloster zu ihrer Grablege und die Burg zu ihrer Hauptresidenz machten.

## Beziehungsgeflecht
Als Zeuge eines Königs wie seine Vorfahren ist Belrein nicht belegt. Dafür als prominenter Zeuge der umliegenden Grafenhäuser: neben den Grafen von Vaihingen die mit ihnen verwandten Grafen von Calw und von Löwenstein, sowie die Grafen von Eberstein und die Markgrafen von Baden. Für seinen bedeutendsten Rechtsakt, die Klosterstiftung, hat er statt jenen Graf Hartmann I. von Grüningen als ersten Zeugen und Siegler gewonnen.
Eine gewisse Aussagekraft über verwandtschaftliche oder geschäftliche Beziehungen hat in Urkunden des Mittelalters auch die Nachbarschaft in Zeugenreihen: Neben Belrein stehen die Edelfreien von Sternenfels, Lomersheim, Roßwag, Straubenhardt, Liebenstein, Bruchsal und Weißenstein. Seine Klosterstiftung bezeugten außer dem Grafen von Grüningen die vermutlich mit ihm verwandten oder verschwägerten Konrad von Sternenfels mit Sohn, Konrad von Lomersheim, Berchtold von Weißenstein und dessen Brüder Belrein und Helfrich. 1245 verzichtete Albert von Lomersheim, Kanoniker der Hauptkirche in Speyer und Leutpriester in Kleinsachsenheim, der sich als Blutsverwandter von Belrein bezeichnete, auf alle Ansprüche „auf den Neubruchzehenten in Rechentshofen zu Gunsten des Klosters daselbst“.

## Güter, Lehen, Rechte
Laut Werner Palmbach hatten die Eselsberger neben den Burgen Eselsberg und Owenbühl in folgenden Kommunen Besitz, Einkünfte oder Rechte: Ensingen, Gündelbach, Horrheim, Hohenhaslach mit Mittel- und Niederhaslach und Rechentshofen.
Mittels Urkunden lässt sich allerdings nur ein Teil davon belegen: Vor seiner Klosterstiftung vergab Belrein im Juni 1241 dem Kloster Maulbronn verschiedene Güter und Gülten in Gündelbach und Lichtenberg (vermutlich eine Wüstung im Gündelbachtal). Seine Hauptzeugen waren dabei die im Stromberg ansässigen Edelfreien Konrad von Bromberg und Werner von Sternenfels.

### Stadtgründung?
Um 1250 soll Belrein von Eselsberg die Stadtgründung von Oberriexingen an der Enz betrieben haben. Da dafür kein Beleg greifbar ist, eine Stadterhebung zudem eher eine Sache von Grafen war und königlicher Bestätigung bedurfte, erscheint dies allerdings zweifelhaft.

### Eselsberger Erbgut
Da der um 1253 gestorbene Belrein von Eselsberg keinen männlichen Nachfolger und Tochter Berchtrade als Nonne bzw. Äbtissin in Rechentshofen keine Erbansprüche hatte, fiel das Erbe Belreins mit Burg Eselsberg und der Schutzvogtei über Kloster Rechentshofen an den mit Tochter Agnes verheirateten Grafen Konrad II. von Vaihingen († um 1276). Um dessen Schuldenlast zu lindern, musste sein Sohn Konrad III. von Vaihingen von 1277 bis 1298 mehrfach auch Güter aus dem Eselsberger Erbe veräußern, brauchte dazu aber stets die Zustimmung seiner Mutter Agnes († um 1299), der ihr Ehevertrag offenbar eine starke Stellung als Witwe sicherte. Nach dem Verkauf von Burg und Stadt Vaihingen an der Enz nutzten dessen Nachfolger Burg Eselsberg im 14. Jahrhundert als Hauptsitz.
Obwohl der letzte Vaihinger Graf Heinrich den Rest der Vaihinger Herrschaft dem Grafen Eberhard von Württemberg vermacht hatte, musste seine erbberechtigte Schwester, Gräfin Mechthild „von Zollern-Eselsberg“, nach Heinrichs Ableben 1364 extra abgefunden werden. Dennoch verfügte sie bis zu ihrem Tod (um 1381) über die Burg Eselsberg und Rechte in den umliegenden Kommunen. Selbst der mit Mechthild verheiratete Graf Friedrich von Zollern-Schalksburg nannte sich „Herr zu Eselsberg“, was auf eine hohe Wertschätzung dieses Eselsberger Erbguts schließen lässt.